# ジャパンマテリアル
ジャパンマテリアル株式会社（英: JAPAN MATERIAL Co.,Ltd.）は、三重県三重郡菰野町に本社を置く企業。

## 概要
1997年（平成9年）、株式会社東和商工（現・子会社）への半導体関連部品および材料の販売を目的として設立。
主力事業は、半導体工場や液晶工場に向けた特殊ガス供給システムの開発・製造・販売や保守管理サービスなどを行うエレクトロニクス関連事業と、カナダのMatrox社製グラフィックボードなどパソコン関連部品の販売を行っている。

## 沿革
- 1997年（平成9年）4月 - ジャパンマテリアル有限会社を設立[1]。
- 1999年（平成11年）12月 - 株式会社に改組[1]。
- 2000年（平成12年）
  - 3月 - 株式会社東和商工よりグラフィックソリューションの事業譲受[1]。
  - 4月 - 有限会社シーセット（現・株式会社シーセット）を子会社化[1]。
- 2004年（平成16年）9月 - 株式会社クスノキケミコを子会社化[1]。
- 2005年（平成17年）3月 - 株式会社クスノキケミコを株式交換により完全子会社化。同月、株式会社シーセットを株式交換により完全子会社化[1]。
- 2006年（平成18年）
  - 1月 - 株式会社東和商工を子会社化[1]。
  - 4月 - 株式会社東和商工を株式会社により完全子会社化[1]。同月、子会社の株式会社東和商工より特殊ガス供給装置製造部門および供給配管設計施工部門を事業譲受[1]。
  - 9月 - 茂泰利科技股份有限公司を完全子会社化[1]。
- 2011年（平成9年）12月19日 - 東京証券取引所市場第二部および名古屋証券取引所市場第二部に株式を上場[1]。
- 2013年10月25日 - 東京証券取引所市場第一部および名古屋証券取引所市場第一部に指定替え[1][2]。
- 2015年（平成27年）
  - 1月 - ALDON TECHNOLOGIES SERVICES PTE LTD及びADCT TECHNOLOGIES PTE LTDを子会社化[1]。
  - 6月 - 株式会社Shrewd-Techを完全子会社化[1]。
  - 7月 - 株式会社バック・ステージを完全子会社化[1]。
  - 9月 - 株式会社Shrewd-Techを吸収合併[1]。
- 2016年 - ALDON TECHNOLOGIES SERVICES PTE LTDおよびADCT TECHNOLOGIES PTE LTDを完全子会社化[1]。
- 2019年（平成31年）1月11日 - 一般財団法人ジャパンマテリアル国際奨学財団（現・公益財団法人ジャパンマテリアル国際奨学財団）を設立[3]。

## 関連会社
- 株式会社東和商工
- 株式会社JMテック
- 株式会社クスノキケミコ
- 株式会社JMエンジニアリングサービス
- 株式会社PEK
- 株式会社シーセット
- 茂泰利科技股份有限公司
- ALDON TECHNOLOGIES SERVICES PTE LTD
- ADCT TECHNOLOGIES PTE LTD